# ヒトラーのための虐殺会議
『ヒトラーのための虐殺会議』（ヒトラーのためのぎゃくさつかいぎ、原題：Die Wannseekonferenz）は、2022年のドイツの歴史映画。
1942年にナチス・ドイツの高官15人がベルリンのヴァン湖（ヴァンゼー）畔にある親衛隊の所有する邸宅で開催された歴史的な「ヴァンゼー会議」の80周年を記念して制作されたドイツのテレビ映画。この会議の目的は、いわゆるユダヤ人問題の最終的解決策について議論することであった。この会議の議事録は、終戦後に一部だけ発見され、映画はこのコピーに基づいている。
ドイツでテレビ映画として制作されたが、日本などでは劇場公開された。

## ストーリー
ラインハルト・ハイドリヒの招きで、国家社会主義帝国政府と親衛隊当局の15人の高官代表が、1942年1月20日の朝、ベルリンのグロース・ヴァンゼーにある別荘に集まり、「会議と朝食」を行った。
後にヴァンゼー会議として歴史に名を残すことになるこの会議の唯一の議題は、国家社会主義者が「ユダヤ人問題の最終的解決」と呼ぶものであった。参加者たちは、とっくに始まっていたヨーロッパにおける数百万人のユダヤ人の組織的大量殺戮に関する組織的問題を討議し、分担責任を決定した。このヴァンゼー会議を描く。

## 製作
ZDFとコンスタンティン・テレビジョン社の共同製作で、バイエルン映画財団とベルリン・ブランデンブルク・メディア委員会の支援を受けている。
映画のあらすじと台詞は1984年に製作された映画版とよく似ており、当時の脚本家ポール・モメルツがリメイク版のために再び脚本を書いた。
映画は2020年11月3日から12月18日にかけて、同名のワーキングタイトルで撮影され、オリジナルのロケ地やベルリン・テンペルホーフにあるベルリナー・ユニオン・フィルムのスタジオでも撮影された。この映画プロジェクトは、ベルリンのヴァンゼーにある歴史的な別荘を敷地とする「ヴァンゼー会議記念教育センターの家」の支援を受けた。

## キャスト
- ラインハルト・ハイドリヒ：フィリップ・ホフマイヤー
- アドルフ・アイヒマン：ヨハネス・アルマイヤー（ドイツ語版）
- ヨーゼフ・ビューラー：サッシャ・ナタン（ドイツ語版）
- カール・エバーハルト・シェーンガルト：マクシミリアン・ブリュックナー（ドイツ語版、英語版）
- ゲルハルト・クロップファー：ファビアン・ブッシュ（ドイツ語版、英語版）
- アルフレート・マイヤー：ペーター・ヨルダン（ドイツ語版、英語版）
- ローラント・フライスラー：アルント・クラヴィッター（ドイツ語版、英語版）
- ルドルフ・ランゲ：フレデリック・リンケマン（ドイツ語版）
- フリードリヒ・ヴィルヘルム・クリツィンガー（ドイツ語版、英語版）：トーマス・ロイブル（ドイツ語版）
- ヴィルヘルム・シュトゥッカート内務次官：ゴーデハルト・ギーゼ（英語版、ドイツ語版）
- オットー・ホフマン：マルクス・シュラインツアー（ドイツ語版）
- マルティン・ルター：ジーモン・シュヴァルツ（ドイツ語版、英語版）
- ゲオルク・ライプブラント（ドイツ語版、英語版）：ラファエル・シュタホヴィアック（ドイツ語版）
- RSHA第四部（ゲシュタポ）部長ハインリヒ・ミュラー：ヤコブ・ディール（ドイツ語版）
- エーリッヒ・ノイマン (政治家)（ドイツ語版、英語版）：マティアス・ブンドシュー（ドイツ語版）
- 議事記録係インゲブルク・ヴェルレマン（ドイツ語版、英語版）：リリ・フィヒトナー（ドイツ語版）
- アイヒマンの副官：フレデリク・シュミット（ドイツ語版）